# Nesti Kerenxhi
Nesti Kerenxhi (ur. 5 września 1921 w Korczy, zm. 29 listopada 2002 w Tiranie) – albański komunista, minister spraw wewnętrznych w 1948.

## Życiorys
Syn działacza niepodległościowego Pilo Kerenxhiego. Uczył się w liceum francuskim w Korczy, z którego został usunięty. W 1936 związał się z ruchem komunistycznym. Uczestniczył w wojnie domowej w Hiszpanii, jako żołnierz Brygad Międzynarodowych. Powrócił do kraju w 1939, działał w korczańskiej grupie komunistycznej. W 1941 ukończył liceum francuskojęzyczne w Korczy, w tym samym roku wstąpił do Komunistycznej Partii Albanii i zajął się działalnością organizacyjną w partyjnej organizacji młodzieżowej. W czasie wojny pełnił funkcję komisarza politycznego w IV Brygadzie Uderzeniowej, a następnie przedstawiciela Sztabu Głównego Albańskiej Armii Narodowowyzwoleńczej przy Sztabie Głównym jugosłowiańskiej armii partyzanckiej.
Po wyzwoleniu Albanii w 1944 pracował w szkole partyjnej w Korczy, a następnie otrzymał stanowisko wicedyrektora Wydziału Obrony Ludu (późniejszego Sigurimi) i stopień pułkownika. W tym czasie kilkakrotnie wyjeżdżał do Belgradu, w ramach współpracy między służbami specjalnymi obu krajów. W 1946 uzyskał mandat deputowanego do Zgromadzenia Ludowego. Po usunięciu Koçi Xoxe, przez dwa miesiące pełnił funkcję ministra spraw wewnętrznych. W czerwcu 1947 reprezentował Albanię na forum Rady Bezpieczeństwa ONZ, która rozpatrywała incydenty na granicy albańsko-greckiej.
W listopadzie 1948 został usunięty ze stanowiska. W 1949 otrzymał posadę wicedyrektora w przedsiębiorstwie budowy dróg w Durrësie, a rok później wicedyrektora przedsiębiorstwa eksportowo-importowego. W latach 1960–1961 zasiadał w komisji ds. cen działającej przy Radzie Ministrów, a następnie został skierowany na stanowisko wicedyrektora kopalni bituminu w Selenicy. 6 października 1982 został aresztowany po napisaniu listu ze skargą do Envera Hodży. W 1983 został uwolniony z więzienia i internowany wraz z rodziną we wsi Mavrove, gdzie przebywał do 1988. W 1996 powrócił do Tirany.
Był żonaty (żona Naxhije Dume), miał troje dzieci.

## Publikacje
- 1962: Kujtime nga lëvizja për çlirimin kombëtar